# السعدية (الخبت)

تعديل مصدري - تعديل

السعدية هي إحدى قرى عزلة عبان بمديرية الخبت التابعة لمحافظة المحويت، بلغ تعداد سكانها 265 نسمة حسب تعداد اليمن لعام 2004.